# Lucílio Batista
Lucílio Cardoso Cortez Batista (Lisboa, 26 de Abril de 1965) é um árbitro de futebol profissional. É conhecido por ter dirigido dois encontros na Campeonato Europeu de Futebol de 2004 em solo português. Arbitrou igualmente duas partidas na Copa das Confederações de 2003 em França.
Durante a sua carreira já arbitrou dezasseis partidas da Liga dos Campeões da UEFA e dez da Taça UEFA.